# Ebert (piłkarz)
Ebert, właśc. Ebert Cardoso da Silva (ur. 25 maja 1993 w Nortelândia w stanie Mato Grosso) – brazylijski piłkarz, grający na pozycji obrońcy.

## Kariera piłkarska

### Kariera klubowa
Wychowanek Internacionalu, w barwach którego w 2015 rozpoczął karierę piłkarską. W 2016 został piłkarzem Macaé EFC. 20 stycznia 2018 zasilił skład ukraińskiej Stali Kamieńskie.